# (35018) 1981 EX9
(35018) 1981 EX9 es un asteroide perteneciente al cinturón de asteroides, descubierto el 1 de marzo de 1981 por Schelte John Bus desde el Observatorio de Siding Spring, Nueva Gales del Sur, Australia.

## Designación y nombre
Designado provisionalmente como 1981 EX9.

## Características orbitales
1981 EX9 está situado a una distancia media del Sol de 3,113 ua, pudiendo alejarse hasta 3,356 ua y acercarse hasta 2,869 ua. Su excentricidad es 0,078 y la inclinación orbital 8,547 grados. Emplea 2006,41 días en completar una órbita alrededor del Sol.

## Características físicas
La magnitud absoluta de 1981 EX9 es 14,5. Tiene 4,576 km de diámetro y su albedo se estima en 0,255. 